# Račice (Buzet)
Pour les articles homonymes, voir Račice (homonymie).
Račice (en italien : Racizze) est une localité de Croatie située en Istrie, dans la municipalité de Buzet, dans le comitat d'Istrie. En 2016, la localité comptait 16 habitants.

## Démographie
| Année      | 1975 | 1990 | 2001 | 2016 |
| ---------- | ---- | ---- | ---- | ---- |
| Population | 21   | 24   | 23   | 16   |

| 1948 | 1953 | 1961 | 1971 | 1981 | 1991 | 2001 |
| ---- | ---- | ---- | ---- | ---- | ---- | ---- |
| 81   | 71   | 57   | 37   | 27   | 24   | 23   |